# Bacino di Guaymas
Il bacino di Guaymas è una depressione sottomarina situata sul fondale marino della regione centrale del Golfo di California, nell'Oceano Pacifico, al largo della costa dello stato messicano di Sonora. Il bacino, il più largo tra quelli presenti nel golfo, è il risultato dell'attività di uno dei molti centri di espansione del fondale presenti nel golfo.
Il bacino di Guaymas è connesso alla faglia di Carmen a sud e alla faglia di Guaymas, a nord, due delle faglie trasformi della zona di rift del Golfo di California, ossia dell'estensione settentrionale della dorsale del Pacifico orientale.
Diversi studi hanno evidenziato come il flusso di calore nel fondale del bacino sia piuttosto elevato e come quest'ultimo sia ricco di sorgenti idrotermali e infiltrazioni e sorgenti di idrocarburi.
Storia
Nel 1980 il Professor Peter Lonsdale dell'Istituto oceanografico Scripps di San Diego era a bordo della nave di ricerca Melville che raccoglieva i minerali sospinti fin sui fondali marini dall'attività vulcanica nel golfo della California. Ulteriori studi indicarono il bacino di Guaymas come punto di interesse per la ricerca di minerali, ma l'esplorazione sottomarina rivelò oltre alla presenza di gas, tracce di petrolio che sgorgavano dal fondale marino. La presenza insolita di greggio nella zona venne poi attribuita alla particolare morfologia della zona. Difatti l'assetto geografico del bacino di Guaymas è tale che questi depositi di greggio vengono raffinati in loco secondo un processo simile a quello utilizzato nelle raffinerie industriali. 
Gli spostamenti delle grandi piattaforme della crosta terrestre hanno creato vaste fessure e crepe nella roccia sottostante il bacino, l'acqua marina s'infiltra in profondità sotto la crosta, dove viene riscaldata dalla lava. Il calore spinge verso l'alto l'acqua che, sciogliendo i minerali delle rocce che attraversa, finisce per diventare una ricca soluzione chimica. Quest'ultima quando sfocia sul fondale marino, incontra l'acqua fredda dell'oceano e perde calore rapidamente, ricadendo e riscaldando di conseguenza, i depositi di greggio, proprio come accade in una raffineria industriale. 
Il petrolio riscaldato sale verso le zone più fredde del fondale; qui si raffredda e si condensa in catrame, oli e gas. Gli oli più pesanti e il catrame si aprono un varco tra i sedimenti del fondale marino, assieme agli altri minerali riportati in superficie dalla crosta terrestre; gli oli più leggeri e i gas si disperdono invece in mare.
Ad oggi i giacimenti del bacino di Guaymas non sono sfruttati a livello commerciale perché considerati cospicui, ma attestano che la natura stessa è in grado di attuare, secondo determinate condizioni, il processo di raffinazione del petrolio.